# Kloster Rott

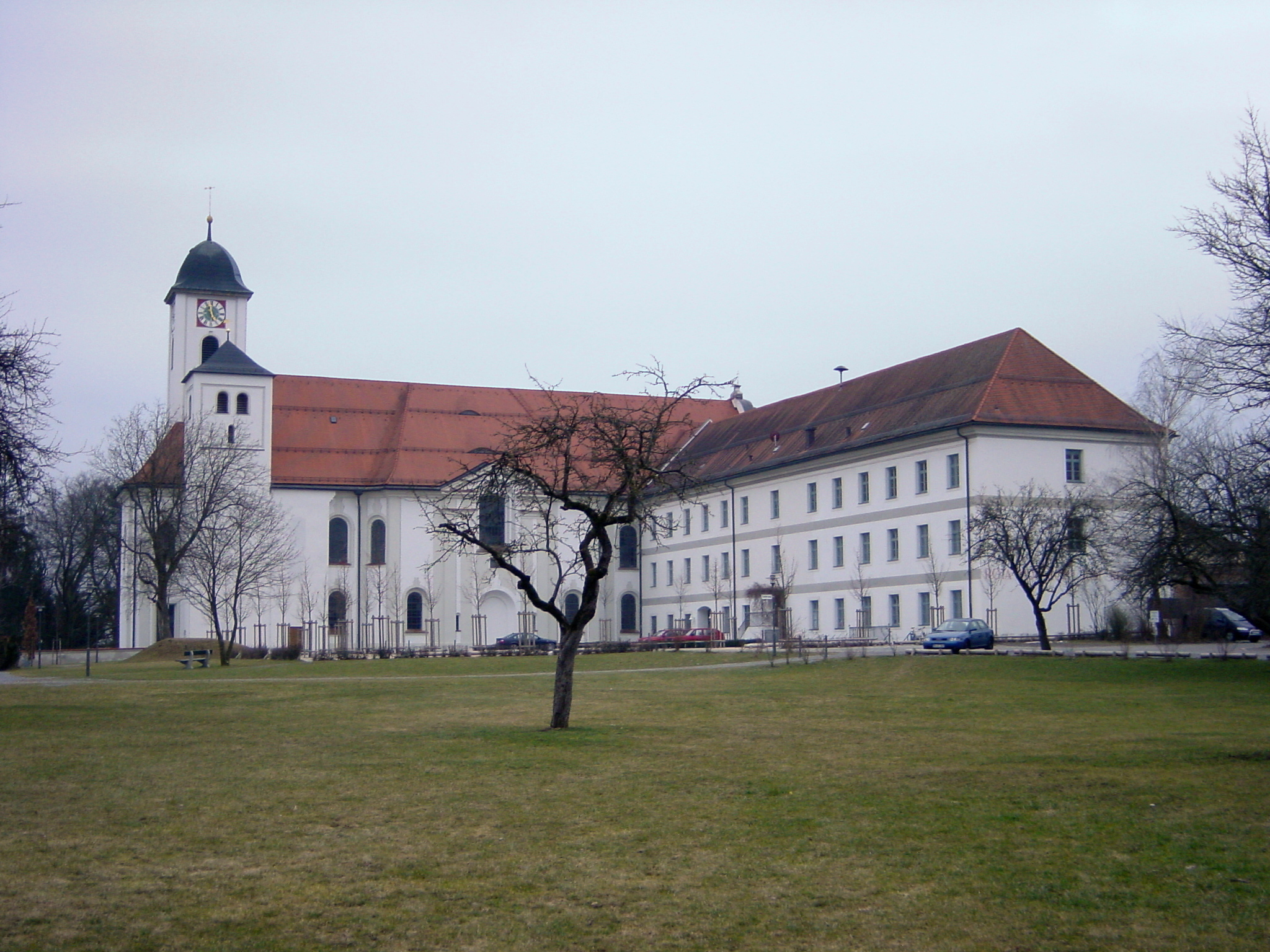
Kloster Rott am Inn

Das Kloster Rott  ist eine ehemalige Abtei der Benediktiner in Rott am Inn in Bayern im Erzbistum München und Freising.

## Geschichte des Klosters
Die Anfänge des Klosters reichen in das späte 11. Jahrhundert zurück. Wohl anlässlich der Hochzeit seines Sohnes Kuno II. von Rott mit Elisabeth von Lothringen († 1086) reifte in Pfalzgraf Kuno I. von Rott der Plan zur Gründung eines Klosters auf dem Familienbesitz. Als 1081 Kuno II. von Rott kinderlos in der Schlacht von Höchstädt im Heerbann König Heinrichs IV. fiel, wurde die Stiftung erneuert und das Kloster unter päpstlichen Schutz genommen.
Durch Besitzungen im Lamer Winkel im Bayerischen Wald ist es vielfach mit dessen Erschließung und Geschichte verbunden.
Bedingt durch die Säkularisation wurde 1803 das Kloster aufgelöst, Teile der Anlage niedergerissen oder verkauft, der Waldbesitz verstaatlicht und die wertvolle Bibliothek bis auf wenige Ausnahmen verkauft. In dem übrig gebliebenen Westtrakt der Anlage befand sich seit 1650 die Kloster-Brauerei, die 1850 von Georg Kaiser erworben wurde.
Etliche der noch vorhandenen Gebäudeteile fielen 1937 einem Großbrand zum Opfer. Auch die Kaiser-Brauerei von Max Zwicknagl wurde im Juni 1937 in Brand gesetzt, dann aber wieder aufgebaut.
Die Abteikirche allerdings blieb erhalten und dient heute als Pfarrkirche.

## Klosterkirche
Die Rotter Abteikirche St. Marinus und Anianus ist dem heiligen Marinus und dem heiligen Anianus geweiht. Seit 1763 steht an der Stelle der ursprünglichen romanischen Basilika das heutige Rokokobauwerk von Johann Michael Fischer. Die teils weiß, teils farbig gefassten Altarskulpturen von Ignaz Günther gelten als Spitzenleistungen der deutschen Plastik des 18. Jahrhunderts.

### Auftraggeber
Die einzigartige Harmonie von Raum, Ausstattung und Programm, welche die Rotter Klosterkirche auszeichnet, ist das Ergebnis einer im wörtlichen Sinn „einmaligen“ Werksgemeinschaft der bedeutendsten Künstler des süddeutschen Rokoko. Ihr Zustandekommen verdankt sie in erster Linie dem Auftraggeber Abt Benedikt II. Lutz (1720–1777). 1720 in Kitzbühel geboren, trat Benedikt Lutz vermutlich aufgrund der geographischen Nähe zum inkorporierten Priorat Pillersee 1737 in das Kloster Rott ein. Noviziat und theologische Studien führten ihn nach Weihenstephan bei Freising, wo ihm der angesehene P. Roman Weixer (1690–1764) zum väterlichen Freund wurde.

### Baugeschichte

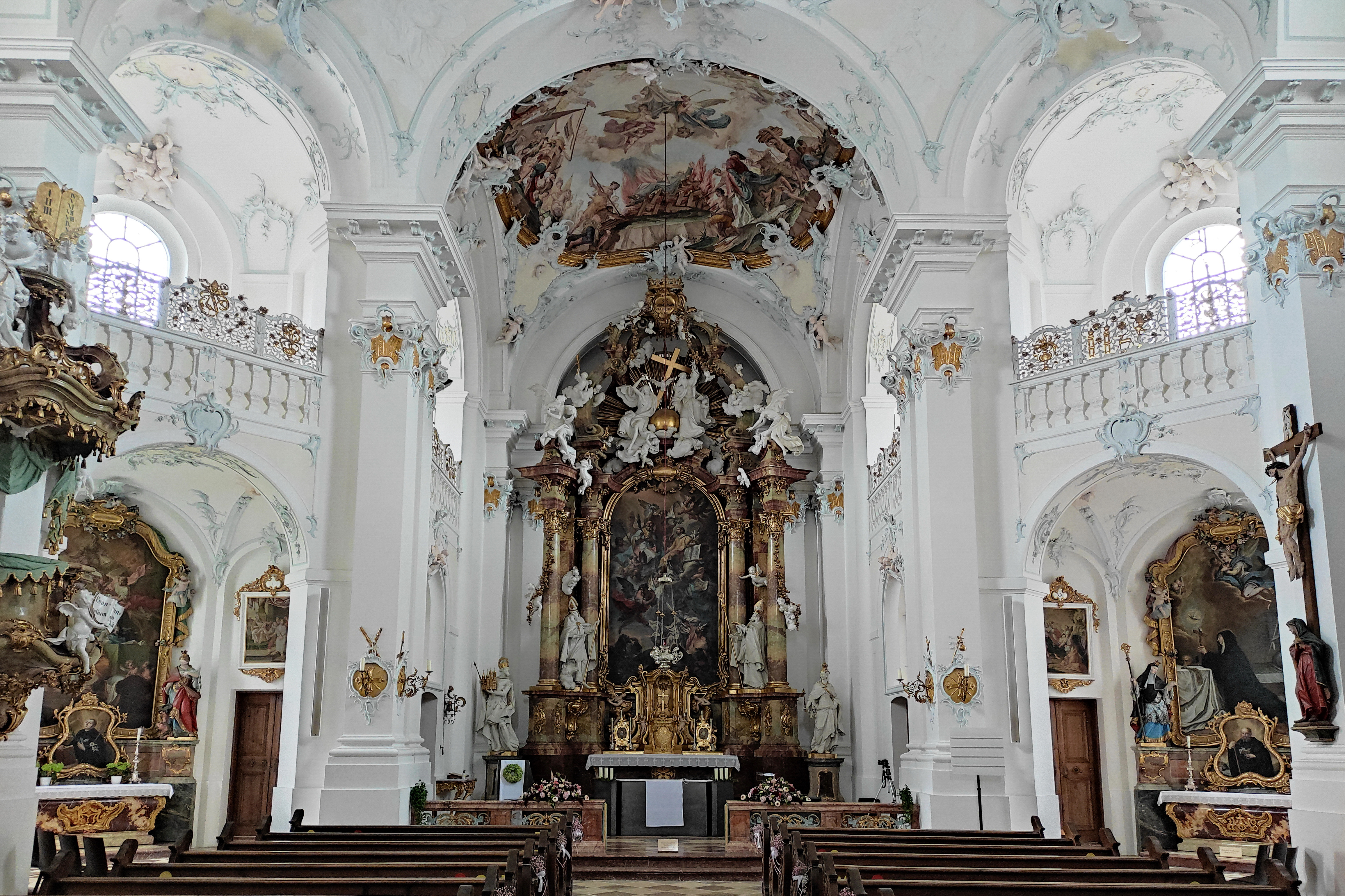
Hochaltar von Ignaz Günther im Chorraum

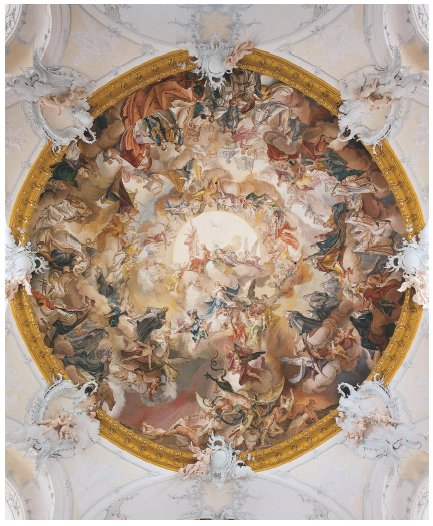
Zentrales Deckenfresko von Matthäus Günther in der ehemaligen Klosterkirche (1763)

Nach dem weitgehenden Abbruch der alten Kirche durch „Tiroler Knappen“ Anfang März 1759 erfolgte bereits am 4. Juni die feierliche Grundsteinlegung. Nach alter Tradition begannen die Bauarbeiten im Osten mit der Errichtung von Sakristei und darüber gelegenem Psallierchor. Aufgrund der souveränen Bauorganisation Fischers und eines „allzu praecipitanten“ (übereiligen) Auftraggebers wuchs der gewaltige Bau zügig empor, so dass schon am 20. August 1760 das Richtfest begangen werden konnte, dem noch im November desselben Jahres die Schließung der Hauptkuppel folgte. Unterdessen nahmen die Stuckateure um Jakob Rauch mit der Dekoration des Psallierchors (Reliefbilder mit Szenen aus dem Leben des heiligen Benedikt) ihre Arbeit auf.
Das Jahr 1761 sah neben der Vollendung des Kirchendachs vor allem die Ausschmückung des Presbyteriums, an der neben Rauch nun auch Matthäus Günther mit der Freskierung des Deckenspiegels beteiligt war. Einen ersten Höhepunkt bildete die provisorische Aufstellung des Hochaltars von Ignaz Günther im November desselben Jahres. Die Bausaison 1762 stand im Zeichen der Ausgestaltung des Hauptraumes. Zwischen Juni und Oktober schuf Matthäus Günther das monumentale Kuppelfresko mit dem „theatrum honoris“ des Benediktinerordens. Zeitgleich wurden die Arbeiten am Hochaltar beendet, der entgegen der ursprünglichen Konzeption um die Statuen des Kaiserpaares Heinrich und Kunigunde erweitert wurde.
Nach der Fertigstellung der Raumschale im April 1763 konzentrierten sich die Arbeiten auf die Altarausstattung. Nachdem das spätgotische Stifterhochgrab, das als einziges mittelalterliches Bildwerk in den Neubau übernommen worden war, seinen endgültigen Platz in der Vorhalle gefunden hatte, konnte am 23. Oktober 1763 die feierliche Kirchenweihe durch den Freisinger Weihbischof Franz Ignaz Albert von Werdenstein vollzogen werden. Zu diesem Zeitpunkt war die Ausstattung der Kirche noch nicht abgeschlossen. Beichtstühle, Eingangsgitter, Antependien und verschiedene Fassungsarbeiten zogen sich bis 1767 hin. Den endgültigen Abschluss der Arbeiten bildeten die 1791 geweihten Seitenaltäre neben der Vorhalle.

### Weitere Maßnahmen
Nach zwei teilweise nicht originalgetreuen Restaurierungen in den Jahren 1867 und 1962/1963 wurde die ehemalige Klosterkirche von 1994 bis 2002 einer umfassenden Gesamtsanierung unterzogen, die sich am ursprünglichen Zustand orientierte. Seit Juli 2002 ist die Rotter Kirche wieder zugänglich und in neuer „alter Pracht“ zu besichtigen.

## Reihe der Äbte
Quelle
1. Berteric, 1142
2. Lothar, 1151, 1166
3. Heribert (Herbord), 1179
4. Friedrich I., 1226
5. Heinrich I., 1232, 1254
6. Conrad I., 1255–1276
7. Nicolaus, 1285
8. Conrad II. Graf von Eschenlohe, 1291
9. Johann I. von Colonia, 1306, 1310
10. Otto I. Varcher, 1316, 1325
11. Conrad III., 1325–1330
12. Friedrich von Pientzenau, 1330–1348
13. Heinrich II., Tyrndl, 1348 – um 1359
14. Otto II. Varcher, 1360–1362
15. Ulrich Krätzl, 1363–1371
16. Heinrich III. Kolb, 1371–1389
17. Ekbert Krätzl, 1389–1413, erhielt 1390 die Pontifikalien
18. Conrad IV. Spielberger, 1413–1443
19. Matthias Schoettl, 1443–1447
20. Heinrich IV. Varcher, 1447–1459
21. Alexius von Perfall, 1459–1484
22. Johann II. Held, 1485–1498
23. Johann III., 1498–1515
24. Marinus I. Grimm, 1515–1530
25. Paul Edlinger, 1530–1536, Grabstein in der Pfarrkirche St. Ulrich am Pillersee
26. Benedikt I. Stumpf, 1536–1567
27. Meinrad Huber, 1567–1575
28. Christoph I. Schroettl, 1575–1590
29. Georg Weckerlein, 1590–1595
30. Joachim Anzenberger, 1595
31. Marinus II. Georg Widmann, 1595–1610
32. Jakob II. Allgeier, 1610–1615
33. Jacob III. Johann Agricola (Bauer), 1615–1639
34. Simon Hermann, 1639–1641
35. Roman Stoeger, 1641–1661
36. Christoph II. Virgil Widmann, 1661–1681
37. Rupert Lex, 1681–1698
38. Aemilian I. Oettlinger, 1698–1726
39. Corbinian Graetz, 1726–1757
40. Benedikt II. Lutz von Lutzkirchen, 1757–1776
41. Gregor Mack, 1776–1801
42. Aemilian II. Müller, 1801–1803, † 1809